# Manhay
Manhay  ist eine belgische Stadt und Gemeinde in der Provinz Luxemburg.
Die Gemeinde besteht aus den Ortschaften Manhay, Dochamps, Grandmenil, Harre, Malempré, Odeigne und Vaux-Chavanne.

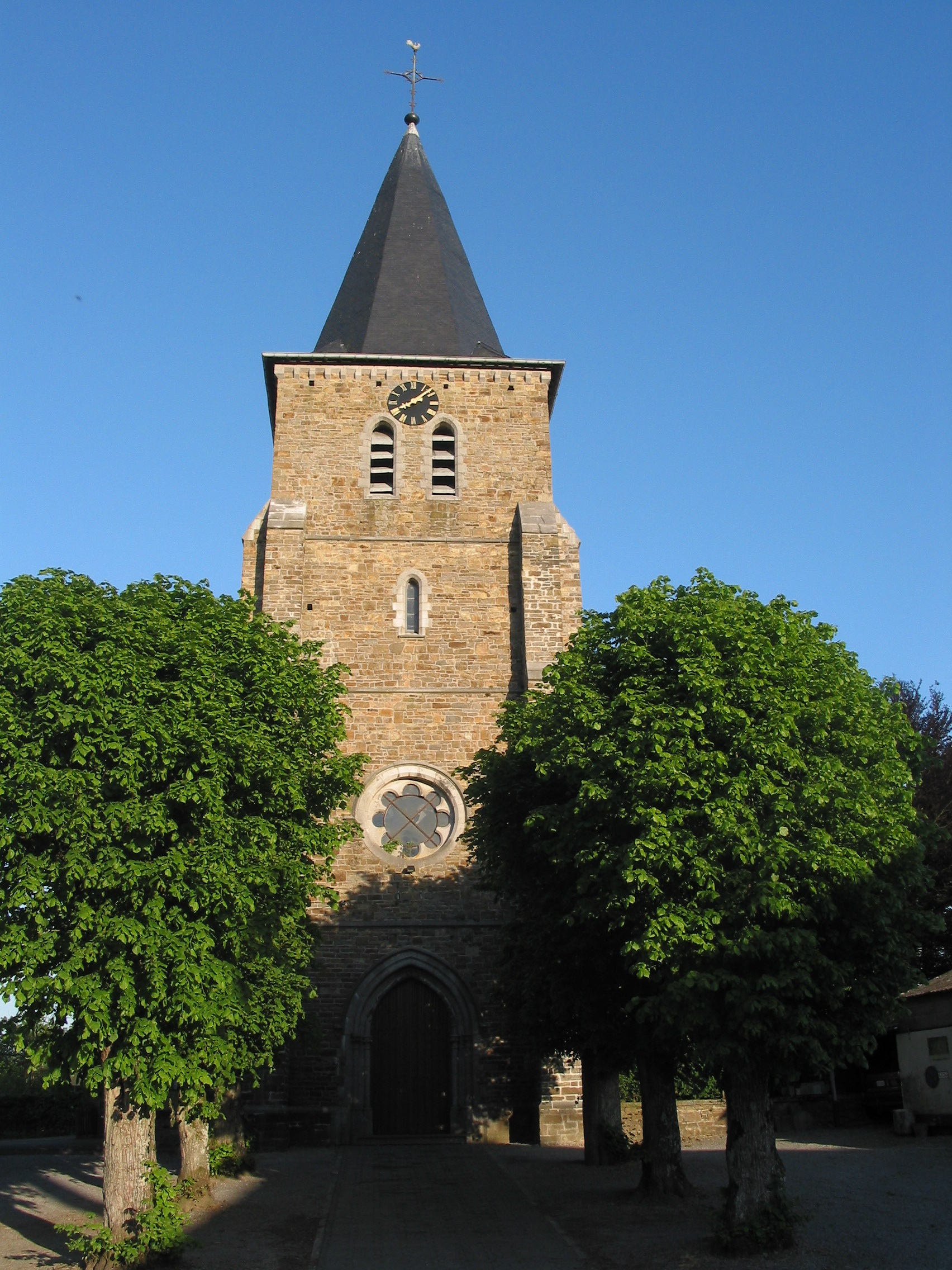
Kirche
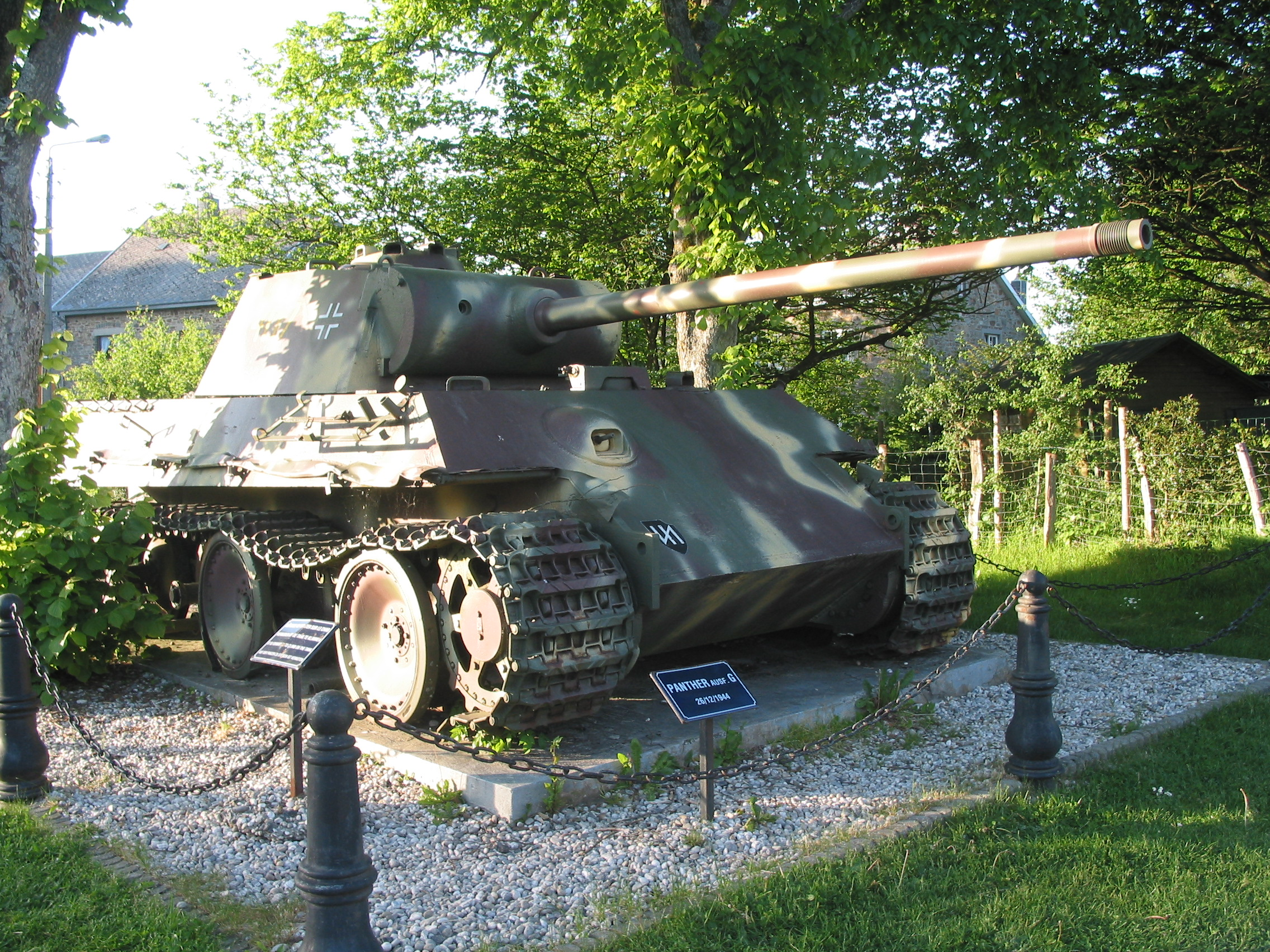
Mahnmal der Ardennenoffensive 1944.
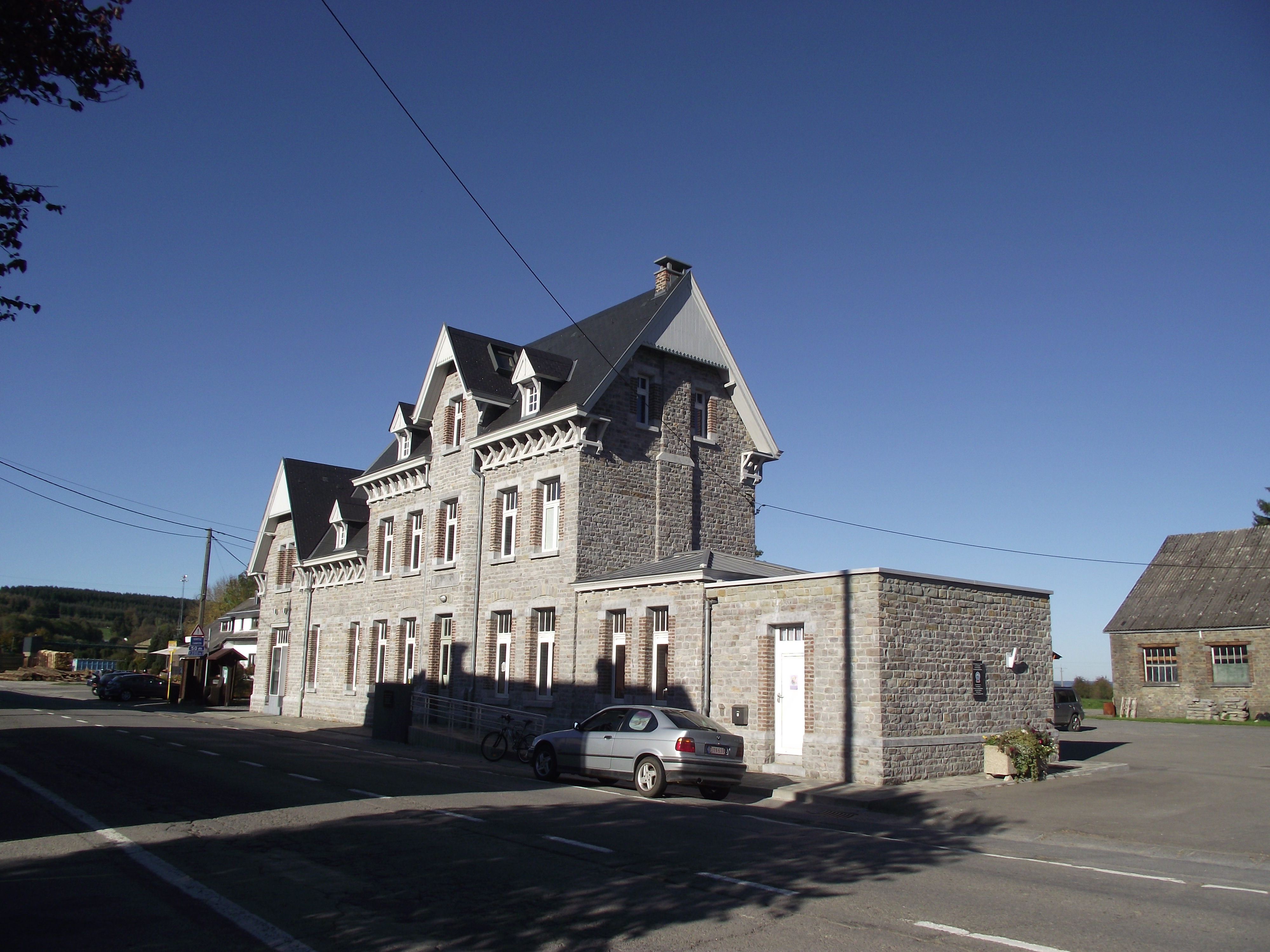
Manhay nahegelegene Bahnstation und Arbeitsplatz, einstig Zentrum von Comblain-la-Tour / Melreux

## Persönlichkeiten
- Arthur Georges (1909–1944), römisch-katholischer Geistlicher, NS-Opfer